# Marele 120-celule

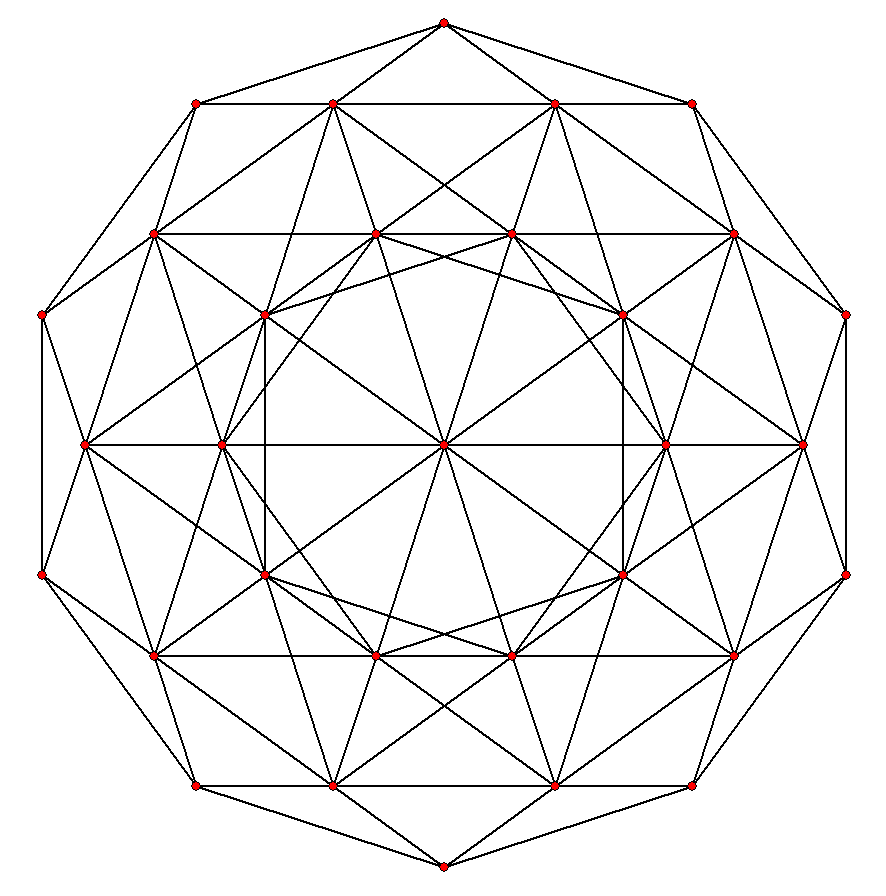
Proiecție ortogonală cadru de sârmă

În geometrie marele 120-celule sau marele dodecaplex este un politop cvadridimensional stelat regulat. Cele 120 de celule ale sale sunt mari dodecaedre. Are 120 de vârfuri, 720 de laturi și 720 de fețe. Are simbolul Schläfli {5,5/2,5}. Este unul dintre cele 10 politopuri Schläfli–Hess regulate. Este autodual.

## Politopuri înrudite
Are același aranjament al laturilor ca și 600-celule, 120-celule icosaedric și largul 120-celule.
| H4   | -            | F4      |
| ---- | ------------ | ------- |
| [30] | [20]         | [12]    |
| H3   | A2 / B3 / D4 | A3 / B2 |
| [10] | [6]          | [4]     |

Datorită faptului că este autodual, nu are un analog tridimensional bun, dar (ca toate celelalte poliedre și politopuri stelate) este analog cu pentagrama bidimensională. Cu sine însuși, poate forma compusul de două mari 120-celule.